# Ignacy Krasicki

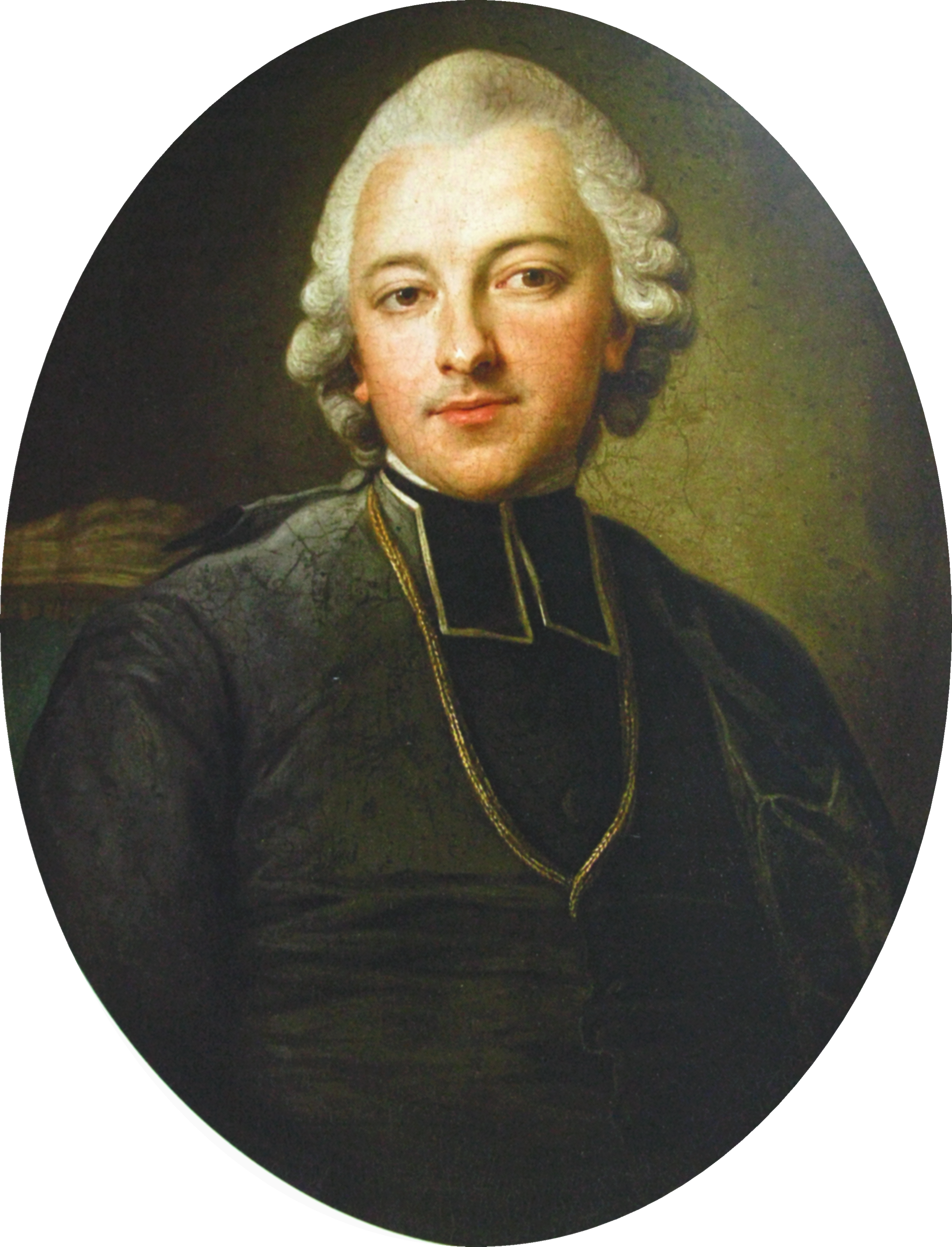
Ignacy Krasicki

Ignacy Błażej Franciszek Krasicki född 3 februari 1735 i Dubiecko, Galizien, död 14 mars 1801 i Berlin, var från 1766 furstbiskop i Ermland och från 1795 ärkebiskop i Gniezno (primas av Polen) och var Polens ledande poet under upplysningstiden, författare till Polens första moderna roman, dramatiker, journalist, encyklopedist och översättare från franska och grekiska.

## Biografi
Krasicki föddes i Dubiecko, vid San i södra Polen, i en familj med titeln greve av det Tysk-romerska riket. Han var besläktad med de mest ryktbara familjerna i det Polsk-litauiska samväldet och tillbringade sin barndom med familjens kärlek och omsorg. 
Han studerade vid en jesuitskola i Lviv, därefter studerade han vid ett Katolskt teologiskt seminarium i Warszawa (1751–1754). 1759 tog han ordination och fortsatte sin utbildning i Rom (1759–1761). Två av hans bröder blev även de präster.
Efter att ha återvänt till Polen, blev Krasicki sekreterare hos Polens primas och utvecklade en vänskap med den framtida Kungen Stanisław II August Poniatowski. Då Poniatowski valdes till kung (1764), blev Krasicki hans kaplan. Han var en av grundarna till tidningen Monitor, som sponsrades av Kungen.

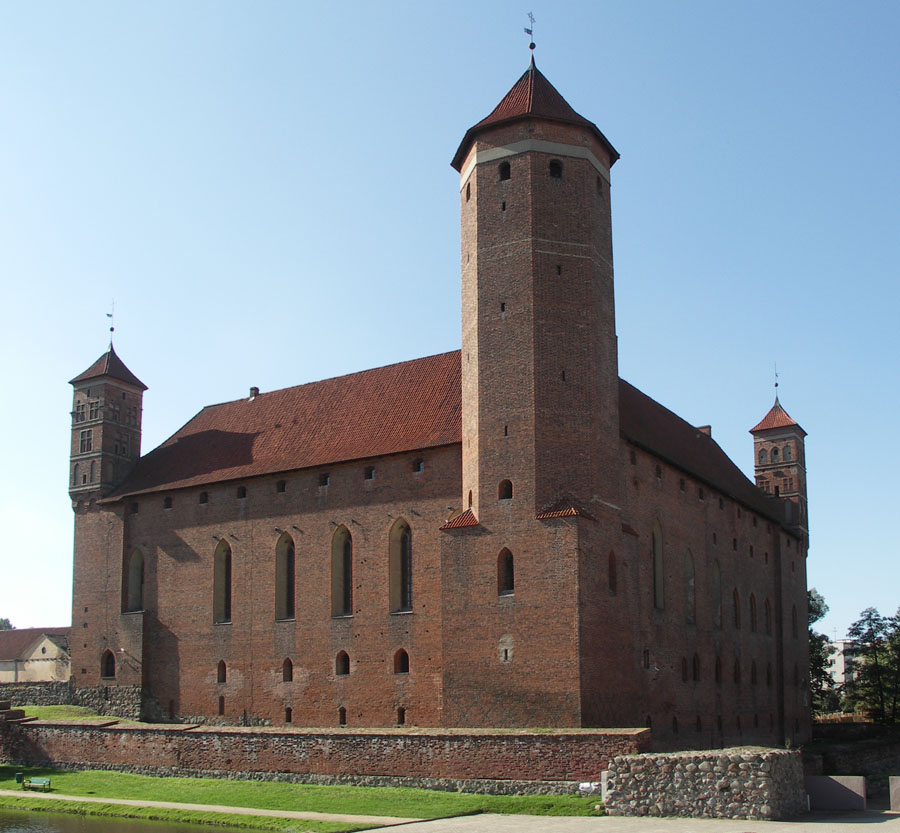
biskopen av Ermlands borg i Lidzbark Warmiński

År 1766, efter att ha tjänat ett år som koadjutor till Ermlands biskop Adam Stanisław Grabowski blev Krasicki själv upphöjd till Ermlands biskop och ex officio medlem i samväldets senat. Denna tjänsteställning gav honom en hög ställning i den sociala hierarkin och en viss mån av oberoende. Men det visade sig inte bli någon lugn fristad. Ermlands domkapitel välkomnade sin överordnade kyligt, och var rädda för förändringar. Under samma tid, var det växande provokationer och påtryckningar från Preussen, som förberedde en erövring av Ermland i första delningen av det Polsk-litauiska samväldet. Krasicki protesterade offentligt mot denna externa intervention.
År 1772, som ett resultat av Polens första delning, anstiftad av Preussens Kung Fredrik II (Fredrik den store), blev Krasicki en Preussisk medborgare. Men han betygade inte sin vördnad till Ermlands nya härskare.
Han kom nu att göra flera resor till Berlin, Potsdam och Sanssouci på Fredriks befallning, med vem han hade tät kontakt. Detta skapade en svår situation för poet-biskopen vilken, vän till den polska kungen, bibehöll en nära relation med den preussiska kungen. Denna realitet influerade riktningen på Krasickis efterföljande litterära produktion, kanske som mest i Bajki i przypowieści, (1779).

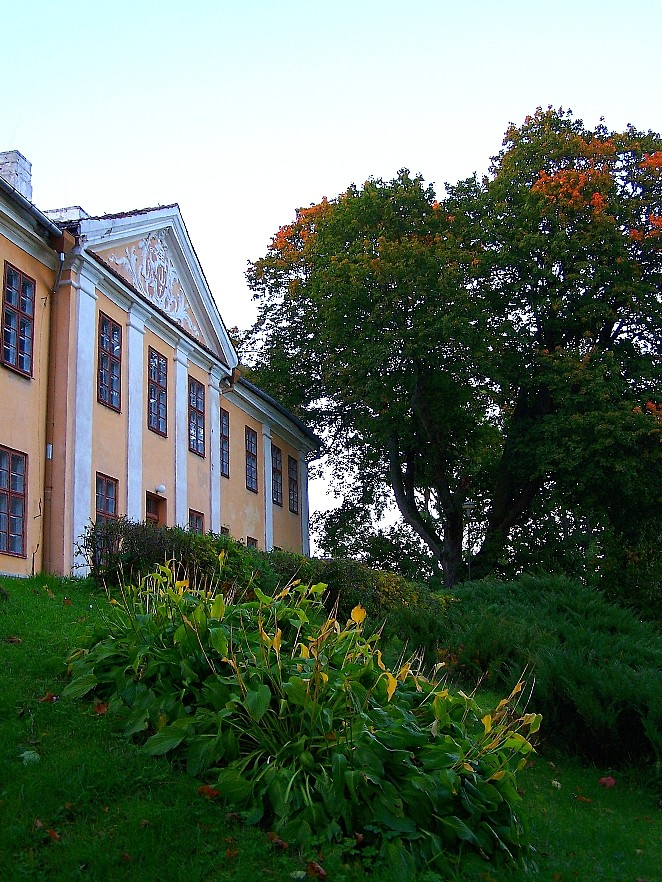
Biskopen av Ermlands sommarpalats i Smolajny

Efter den första delningen, förrättade Krasicki gudstjänst vid 1773 års invigning av Sankt Hedvigs katedral, vilken Fredrik hade byggt för katolska immigranter i Mark Brandenburg och Berlin. 1786 valdes Krasicki in i Preussiska vetenskapsakademien. Hans residens i biskoparna av Ermlands borg i Lidzbark Warmiński och i biskoparna av Ermlands sommarpalats i Smolajny blev ett centrum för konstnärlig verksamhet.
Efter Fredrik den stores död, uppehöll Krasicki relationerna med Fredriks efterträdare. 
1795, sex år innan sin död, upphöjdes Krasicki till Gnieznos ärkebiskop (därigenom även,  Primas av Polen).
Krasicki förärades med Vita Örnens orden av Polens kung Stanisław II August Poniatowski och med Sankt Stanislaus orden.
Efter sin död i Berlin 1801, begravdes Krasicki vid Sankt Hedwigs katedral i Berlin, vilken han även hade invigt. År 1829 överfördes hans kvarlevor till Gnieznokatedralen i Polen.

## Verk
Krasickis litterära författande ärade, polens kung, Stanisław II August Poniatowskis regeringstid, samtidigt som den inte direkt förespråkade kungens politiska program.
Krasicki som är en av de ledande representanterna för polsk klassicism, debuterade med strof-hymnen, Święta miłości kochanej ojczyzny. Då var han runt fyrtio år gammal. I ett fragment av sång IX från poemet, Myszeidos pieśni X, 1775 formulerade Krasicki en universell idé om patriotism, uttryckt i stor stil och högstämd ton. strofen kom senare, under många år, att fungera som en nationalsång och bli översatt ett flertal gånger, bland annat tre olika översättningar till franska.
Ermlands furstbiskop gav en Polsk form till alla genrer av europeisk klassicism. Han banade även väg för nya genrer. Framträdande bland dessa var den som räknas som den första moderna polska romanen, Mikołaja Doświadczyńskiego przypadki, 1776, en syntes av alla upplysningstidens varianter av romaner: Den socialsatiriska, äventyrsromanen (à lá Robinson Crusoe),  utopin och den didaktiska.
Traditionellt sägs det att Krasickis poem (som gavs ut anonymt), Monachomachia, 1778, var inspirerat av en konversation med Fredrik II i palatset Sanssouci, där Krasicki bodde i en lägenhet som en gång använts av Voltaire. Vid den tiden, orsakade poemet skandal då det drev gäck med klosterlivet.
Det mest bestående litterära monumentet från den polska upplysningen är Krasickis fabler: Bajki i Przypowieści, 1779, och Bajki nowe. Poeten har även skrivit ner sina skarpa observationer av världen och den mänskliga naturen i Satyry, 1779-1784.
Andra verk av Krasicki är bland annat romanerna, Pan Podstoli, 1778, vilken kom att ge inspiration till verk av Adam Mickiewicz och Historia; den episka, Wojna chocimska; och ett flertal andra verk, inom homiletik, teologi och heraldik. 
Han gav också, 1781, ut ett uppslagsverk i två volymer, Zbiór potrzebniejszych wiadomości, det andra polska uppslagsverket efter Nowe Ateny av Benedykt Chmielowski. 
Han skrev Listy o ogrodach, och artiklar för Monitor och sin egen tidning, Co Tydzień. 
Han översatte Plutarkos, Ossians sånger till polska, fragment av Dantes Den gudomliga komedin, och verk av Anakreon, Nicolas Boileau, Hesiodos och Theokritos; och han skrev en essä "Om översättande av böcker" ("O tłumaczeniu ksiąg").

## Berömmelse
Krasickis verk vann ryktbarhet i Europa och översattes till latin, franska, tyska, italienska, ryska, tjeckiska, kroatiska, slovenska och ungerska. 
Krasicki har utgjort underlag för verk av poeter från den polska upplysningen Stanisław Trembecki, Franciszek Zabłocki, Wojciech Mier och under 1900-talet, av Konstanty Ildefons Gałczyński. 